# Alexander Gordon Laing
 (mai 2008).
Si vous disposez d'ouvrages ou d'articles de référence ou si vous connaissez des sites web de qualité traitant du thème abordé ici, merci de compléter l'article en donnant les références utiles à sa vérifiabilité et en les liant à la section « Notes et références ».
Pour les articles homonymes, voir Gordon et Laing.
Le major Alexandre Gordon Laing (27 décembre 1793 – 26 septembre 1826) fut un explorateur écossais et le premier Européen à avoir atteint Tombouctou par la route nord-sud, mais il n'en revint pas vivant.

## Formation et carrière militaire
Laing naquit à Édimbourg le 27 décembre 1793. Il suivit d’abord les cours de son père, William Laing, professeur particulier de lettres classiques, puis ceux de l’Université d’Edimbourg. En 1811 il partit pour la Barbade, comme secrétaire de son oncle maternel, le colonel Gabriel Gordon. Par l’entremise du général George Beckwith, gouverneur de la Barbade, il obtint le grade d’enseigne dans un corps de l’infanterie légère en 1813. Il fut promu lieutenant en 1815.
En 1822, il fut transféré dans le Corps royal des colonies d’Afrique en tant que capitaine. Cette année-là, alors qu’il était avec son régiment en Sierra Leone, il fut envoyé par Sir Charles MacCarthy, le gouverneur, en pays Mandingue, avec le double objectif d’établir des liens commerciaux tout en abolissant la traite des esclaves. Ultérieurement, toujours en 1822, il visita Falaba, la capitale du pays Solimana, et établit l’emplacement de la source de la rivière Rokel. Il chercha à atteindre la source du Niger, mais fut arrêté par les autochtones. Il réussit cependant à en fixer la position avec une certaine précision. En 1824, on lui attribua le grade de major, pour l’Afrique seulement. Il participa activement à la Guerre Anglo-Ashanti de 1823-24, et fut rapatrié avec les dépêches annonçant la mort au combat de Sir Charles MacCarthy. La relation de ce voyage, parue sous le titre de « Travels in the Timannee, Kooranko and Soolima Countries, in Western Africa », contient les premiers renseignements exacts sur les sources du Niger. Cet ouvrage sera traduit en français par Philippe Lasnon de la Renaudière et Jean-Baptiste Eyries.

## Voyage à Tombouctou

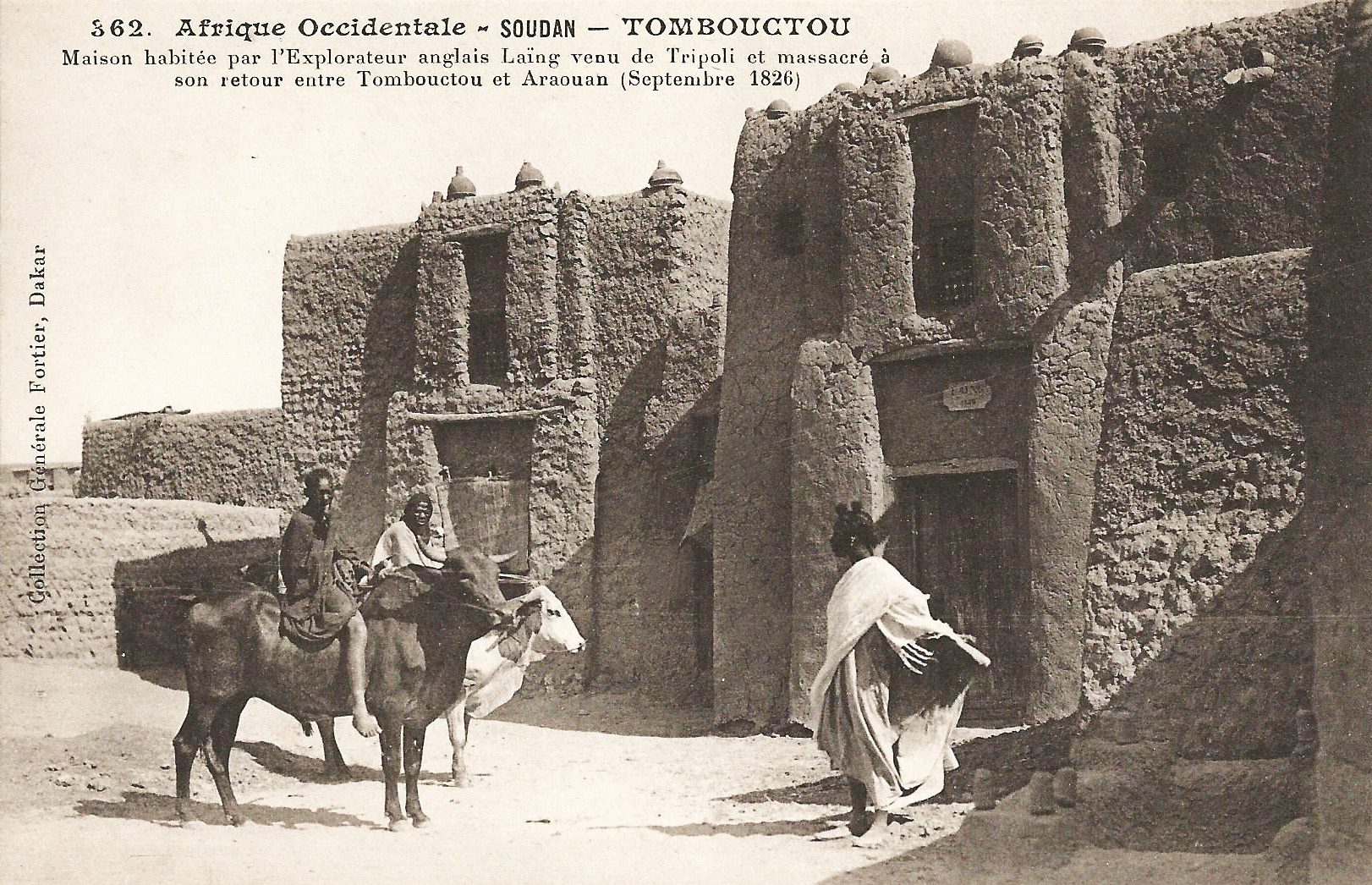
Maison habitée par Gordon à Tombouctou.

Laing pensait avoir trouvé la source du Niger et il proposa de descendre son cours jusqu’à son delta. Joseph Banks, président de l’African Association, apporta son soutien à ce projet, avec l’espoir que cette expédition révèlerait l’emplacement de Tombouctou. Henry Bathurst, alors Secrétaire d’État aux colonies, donna instruction au Capitaine Laing d’entreprendre un périple, via Tripoli et Tombouctou, afin d’enrichir les connaissances sur l‘hydrographie du bassin du Niger. Laing quitta l’Angleterre en février 1825. Le 14 juillet, à Tripoli, il épousa Emma Warrington, fille du consul britannique. Deux jours plus tard, laissant sa jeune épouse derrière lui, il entreprit de traverser le Sahara, accompagné d’un cheik, ultérieurement accusé d’avoir fomenté son assassinat. Il atteignit Ghadames par une route indirecte en octobre, et en décembre Salah, dans le territoire Tuat, où il fut bien accueilli par certains Touaregs.
Le 10 janvier 1826, il quitta Tuat et se dirigea vers Tombouctou à travers le désert de Tanezrouft. Des lettres écrites en mai et juillet racontent la fièvre dont il a souffert et le pillage qu’a subi sa caravane de la part d’un autre groupe de Touaregs. Laing y décrit comment il fut blessé à 24 endroits lors du combat.  Avec un autre survivant, il parvint à atteindre Sidi Al Mouktar, sans un sou, et ayant perdu sa main droite. Il se joignit à une autre caravane et atteignit Tombouctou, devenant ainsi le premier Européen à traverser le Sahara du nord au sud. Une de ses lettres, écrite de Tombouctou et datée du 21 septembre, mentionne son arrivée le 18 août précédent, ainsi que l’insécurité de sa situation, en raison de l’hostilité de Bello, chef Fula régnant alors sur la cité. Laing précise qu’il a l’intention de quitter Tombouctou dans les trois jours. Plus aucune autre nouvelle ne fut reçue de l’explorateur. À partir d’informations rassemblées ensuite, il fut établi qu’il quitta Tombouctou le jour prévu et fut assassiné la nuit du 26 septembre 1826, ou du moins vers cette date.
La mort du  major Laing selon René Caillié

« Le major se joignit à une caravane qui portait du sel à  Sansanding ; mais après avoir marché cinq jours, cette caravane rencontra une tribu de Zaouât, peuplade qui erre dans le désert de ce nom; le chef fit arrêter le major, sous prétexte qu'il était entré sur son territoire sans sa permission ; ensuite il voulut l'obliger à reconnaître Mahomet pour le prophète de Dieu, et exigea qu'il lui fit le salam. Laing, trop confiant dans la protection du pacha de Tripoli, refusa d'obéir au chef nomade, qui n'en réitéra que plus vivement ses instances pour qu'il se fit musulman. Laing fut inébranlable, et préféra la mort à l'abjuration.
Un Maure de la suite du chef des Zaouâts, à qui celui-ci avait donner l'ordre de tuer le chrétien, regarda le cheikh avec horreur : “Quoi ! dit il, tu veux que j'assassine le premier chrétien qui soit venu ici, et qui ne nous fait aucun mal ! Que d'autres s'en chargent, je ne veux pas me reprocher sa mort; tue le toi même.” Cette réponse suspendit un moment l'arrêt fatal prononcé contre Laing ; on agita devant lui la question de sa vie ou de sa mort. Celle-ci fut décidée, des esclaves noirs furent appelés, et on les chargea de l'affreux ministère que les Maures avait généreusement repoussé. Aussitôt ils s'emparèrent du patient ; l'un d'eux lui jeta son turban autour du cou, et l'étrangla sur le champ, en tirant d'un côté pendant que son camarade tirait de l'autre. Telle fut la catastrophe qui fit perdre au monde un des plus habiles voyageurs, et en fit un martyr de la religion et de la science. »

## Épilogue

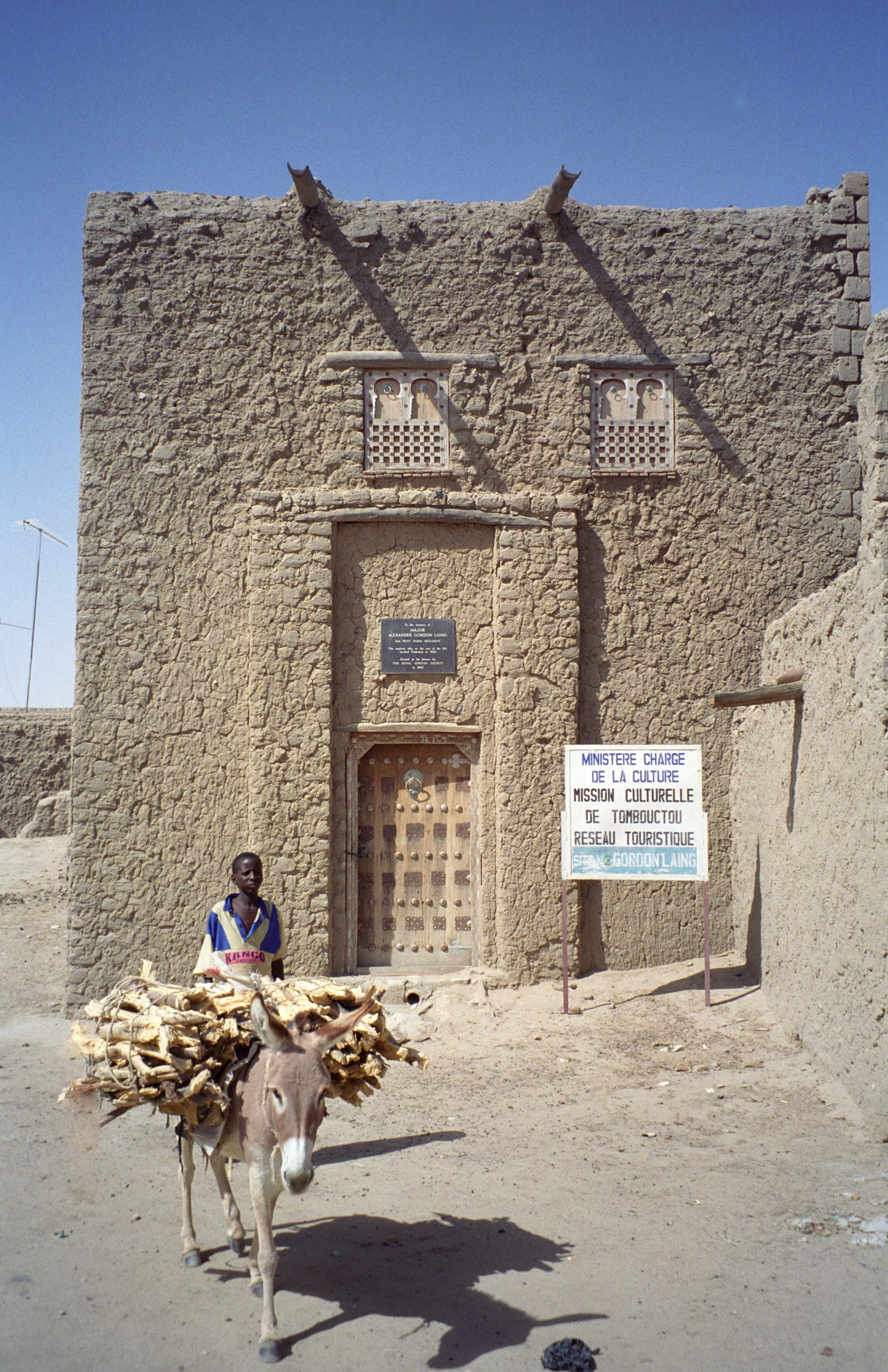
Sa maison de Tombouctou, aujourd'hui classée patrimoine national.

Les papiers de Laing ne furent jamais retrouvés, et son beau-père, Hanmer Warrington, accusa les Français (lesquels désiraient aussi atteindre Tombouctou) d’ingérence, et de s’être procurés le journal de Laing. Il n’y en eut cependant jamais aucune preuve. Le français René Caillié atteignit Tombouctou deux ans après Laing, et en revint, ce qui lui permit de prétendre au prix de 10 000 francs offert par la Société de géographie pour cet exploit. Les deux hommes reçurent la Médaille d’or de la Société en 1830. En 1903, le gouvernement français posa une plaque portant le nom de Laing ainsi que la date de sa visite sur la maison qu’il occupa pendant son séjour de 38 jours à Tombouctou. Cette maison, située dans le quartier de Djingareiber, à l’intérieur de la vieille ville, fut classée patrimoine national par décret du 18 décembre 1992.